# Каширование
Каширование (от нем. kaschieren — оклеивать, клеить бумагой, прятать, скрывать, маскировать) — технологический процесс нанесения и закрепления на непрозрачный материал плёнки путём клеевого соединения или при прессовке двух поверхностей (лайнера и основы). Лайнер имеет менее плотную структуру, основа — это более плотный материал. Каширование осуществляется на специальном кашировальном оборудовании путём приклеивания к основе предварительно подготовленную бумагу, картон, плёнку, фольгу, кожу, полимерные материалы или текстиля. В зависимости от количества лайнеров может быть односторонним и двухсторонним.

## Область применения каширования
Основные сферы применения каширования — полиграфическое производство. Также используется в производстве ДСП и при изготовлении интерьера и экстерьера автомобилей.
В полиграфии каширование, благодаря высокому качеству полноцветной печати на бумаге и плотном картоне, используется для производства POS-материалов, различных видов упаковки, детских книг и развивающих игр, в частности, пазлов, продукции представительского класса, изготовления календарей и т.д. Для увеличения привлекательности могут использоваться некоторые виды постпечатной обработки: ламинирование, тиснение, конгрев, нанесение УФ-отверждаемого лака:
- ламинирование выполняет сразу две функции — защитную (прозрачная пленка на поверхности изделия защищает его от агрессивного воздействия окружающей среды) и эстетическую;
- тиснение (выполненное в технике фольгирования, конгрева или блинта) используется для создания объемных деталей на поверхности изделия;
- УФ-лак применяют для придания отдельным элементам или всей поверхности изделия глянцевого блеска, среди преимуществ такой обработки — химическая стойкость и высокая стойкость к истиранию. [1]

При производстве ДСП процесс каширования применяется для припрессовывания отверждённой бумажно-смоляной плёнки к древесно-стружечной плите.
В автомобильной промышленности каширование используют для производства и обработки дверных и приборных панелей, дверных ручек и подлокотников, консолей, отделений для хранения, обшивки стоек и багажника, водоотталкивающих и изолирующих элементов.